# Colón (Costa Rica)
Colón es un distrito del cantón de Mora, en la provincia de San José, de Costa Rica. El distrito se caracteriza por su riqueza geográfica y natural y por su reciente desarrollo turístico. Su área urbana y centro administrativo del distrito y del cantón de Mora es conocida cómo Ciudad Colón.

## Toponimia
El nombre del distrito se debe en memoria de Cristóbal Colón que arribó a América en 1492, y a Costa Rica en 1502.

## Historia
La ciudad cabecera anteriormente se encontraba situada unos 10 kilómetros al sur, cerca de la actual aldea de Tabarcia, y era llamada Pacaca. Después fue trasladada a su actual emplazamiento, con el nombre de Villa Pacaca (1883-1916) y más tarde Villa Colón (1916-1970).
Fue fundada el día 23 de mayo de 1883, por la ley n.º 7, donde se le otorgó el título de villa a la población de Pacaca, cabecera del cantón creado en esa oportunidad. En el gobierno de Alfredo González Flores se decretó la ley n.º 14, del 6 de junio de 1916, que le cambió el nombre a la villa de Pacaca por el de villa Colón. En la ley n.º 4574 del 4 de mayo de 1970, se promulgó el Código Municipal, que en su artículo tercero, le confirió a la villa la categoría de Ciudad, por ser la cabecera de cantón.

## Ubicación
El distrito limita al norte con el cantón de Alajuela, al este con el cantón de Santa Ana, al oeste con el distrito de Piedras Negras, y al sur limita con el distrito de Quitirrisí.

## Geografía
Colón cuenta con un área de 39,89 km² y una altitud media de 840 m s. n. m.

## Demografía
Para el año 2022, Colón cuenta con una población estimada de 17 274 habitantes, y para el último censo efectuado, en 2011, Colón contaba con una población de 16 088 habitantes.

## Localidades
- Barrios: Alhambra, Brasil, Carreras, Colonia del Prado, Michoacán, Nuevo Brasil, Piñal, San Bosco, San Vicente, Tablera, Los Altos de San Rafael.
- Poblados: Cabriola, Cedral, Cuesta Achiotal, Jaris, Llano León, Llano Limón, Pito, Quebrada Honda, Rodeo, Santísima Trinidad, Ticufres.

## Transporte

### Carreteras
Al distrito lo atraviesan las siguientes rutas nacionales de carretera:
- Ruta nacional 22
- Ruta nacional 121
- Ruta nacional 136
- Ruta nacional 239

## Cultura

### Educación
El distrito primero, cuenta con varios centros educativos públicos y privados, entre ellos el Liceo de Colón de Mora, la Escuela San Bosco o el Colegio Técnico Profesional de Mora. Además, el distrito es sede de la Universidad para la Paz, de las Naciones Unidas. El distrito también cuenta con una Casa de la Cultura, sede del Instituto Nacional de Aprendizaje (INA) y una Biblioteca Municipal.

### Deporte
El distrito cuenta con diversos parques recreativos, como la Plaza de Deportes o Waterfall Ciudad Colón, y además alberga un gimnasio municipal.

### Salud
En el distrito se puede encontrar el servicio de EBAIS y el Área de Salud Mora Palmichal.

### Sitios de interés
- Antiguo Mercado de Colón
- Cascada de Colón de Mora.
- Municipalidad de Mora
- Parque Juan Rafael Mora Porras
- Parroquia Virgen de la Asunción
- Universidad para la Paz

## Concejo de distrito
El concejo de distrito del distrito de Colón vigila la actividad municipal y colabora con los respectivos distritos de su cantón. También está llamado a canalizar las necesidades y los intereses del distrito, por medio de la presentación de proyectos específicos ante el Concejo Municipal. El presidente del concejo del distrito es el síndico propietario del partido Nueva Generación, Erick Montero Parra.
El concejo del distrito se integra por:
| #                       | Partido                     | Nombre                    |
| Síndico propietario     | Síndico propietario         | Síndico propietario       |
| ----------------------- | --------------------------- | ------------------------- |
| 1                       | Partido Nueva Generación    | Erick Montero Parra       |
| Síndico suplente        |                             |                           |
| 2                       | Partido Nueva Generación    | Fabiola Robles Monge      |
| Concejales propietarios |                             |                           |
| 3                       | Partido Nueva Generación    | Freddy Azofeifa Porras    |
| 4                       | Partido Nueva Generación    | Daisy García Rodríguez    |
| 5                       | Partido Acción Ciudadana    | María José Arguedas Durán |
| 6                       | Partido Liberación Nacional | Oliver Alvarado Azofeifa  |
| Concejales suplentes    |                             |                           |
| 7                       | Partido Nueva Generación    | Paola Benavides Solís     |
| 8                       | Partido Nueva Generación    | Guillermo Ocampo Rivera   |
| 9                       | Partido Acción Ciudadana    | Eladio Chavarría Quesada  |
| 10                      | Partido Liberación Nacional | Rosa Valverde Díaz        |